# Sonate K. 224
Pour la sonate de Mozart, voir Sonate d'église no 7 de Mozart.
La sonate K. 224 (F.172/L.268) en ré majeur est une œuvre pour clavier du compositeur italien Domenico Scarlatti.

## Présentation
La sonate K. 224, en ré majeur, notée Vivo, forme une paire avec la sonate précédente. Scarlatti juxtapose des séquences polyphoniques (déjà croisées sonate K. 150) avec des séquences rythmiques marquées de contretemps et de syncopes, avec des passages virtuoses comportant traits, accords brisés et arpèges : « on est ébloui par la liberté d'association dont fait preuve » le compositeur. Ceci en fait l'une des plus intéressantes de la collection.
L'écriture à deux voix de l'ouverture présentée d'abord en une imitation thématique agitée, se transforme en un monde de sons moins académique vers une musique folklorique dissonante. Sutcliffe souligne le fascinant canon à trois voix qui commence à mesure 17, magistralement dissimulé derrière ce qui superficiellement, semble être purement digital,.
Dans la seconde section le thème est réinterprété de manière résolument primitive (mesures 72–73), avec des quintes parallèles grossières à la main gauche. Cette superposition de traits primitifs et plus civilisés aux mesures 91 à 98, résume avec brio la polyvalence des langages du compositeur.

## Manuscrits
Le manuscrit principal est le numéro 19 du volume III (Ms. 9774) de Venise (1753), copié pour Maria Barbara ; les autres sont Parme V 8 (Ms. A. G. 31410), Münster II 16 (Sant Hs 3965). Une copie figure à Saragosse (E-Zac), source 2, ms. B-2 Ms. 31, fos 107v-109r, no 54 (1751–1752).

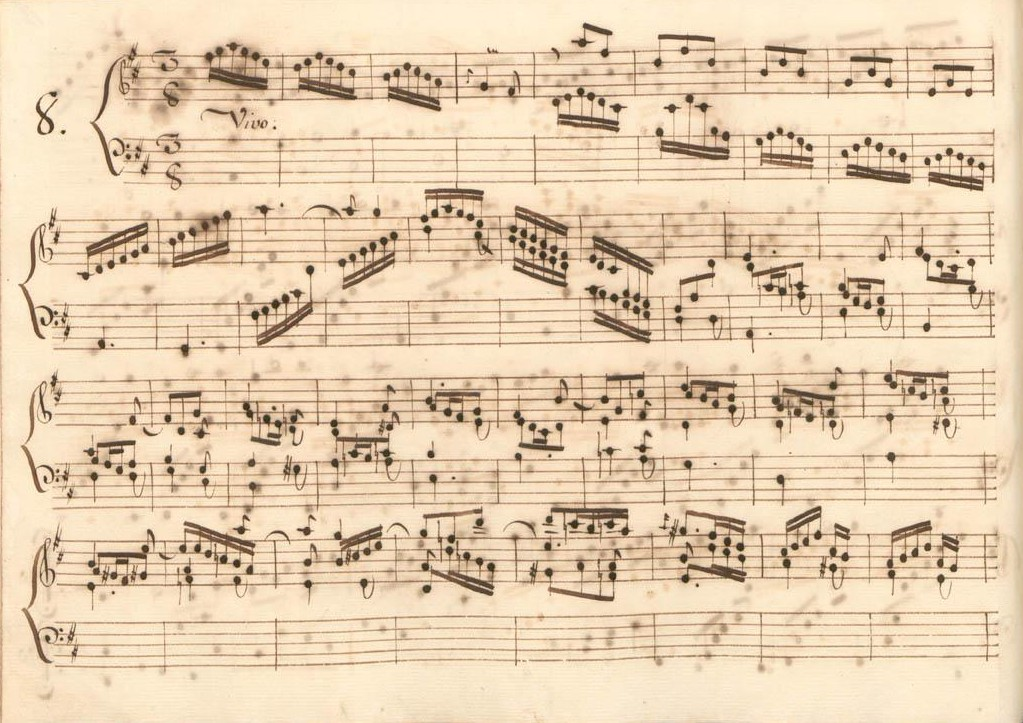
Parme V 8.
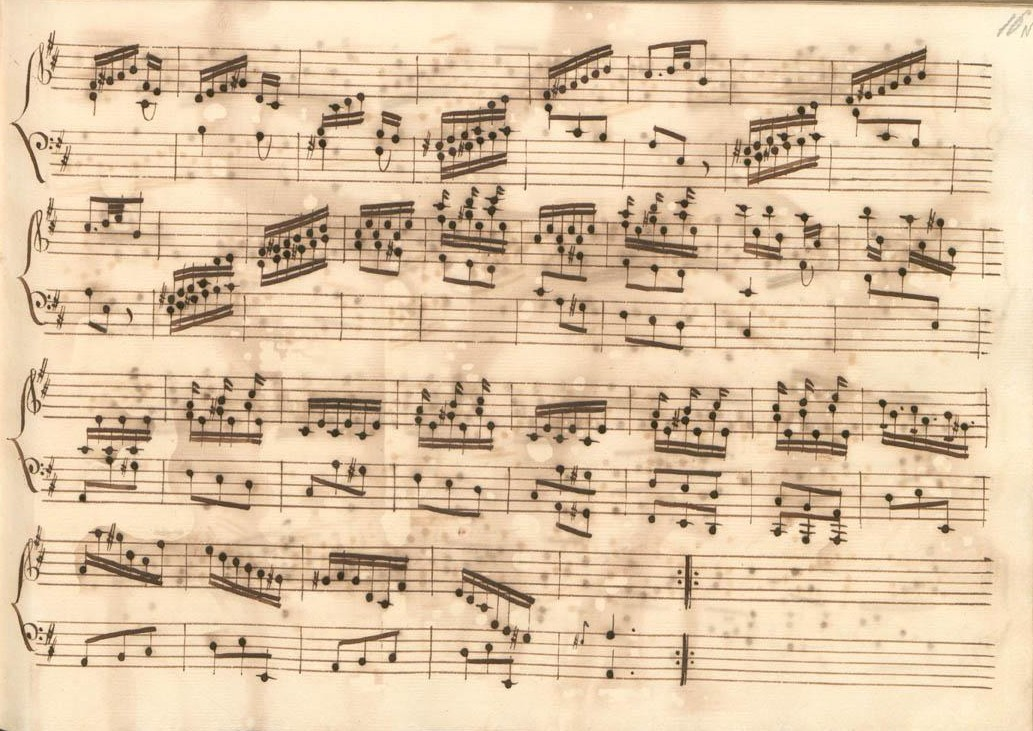
Parme V 8 (fin de la première section).
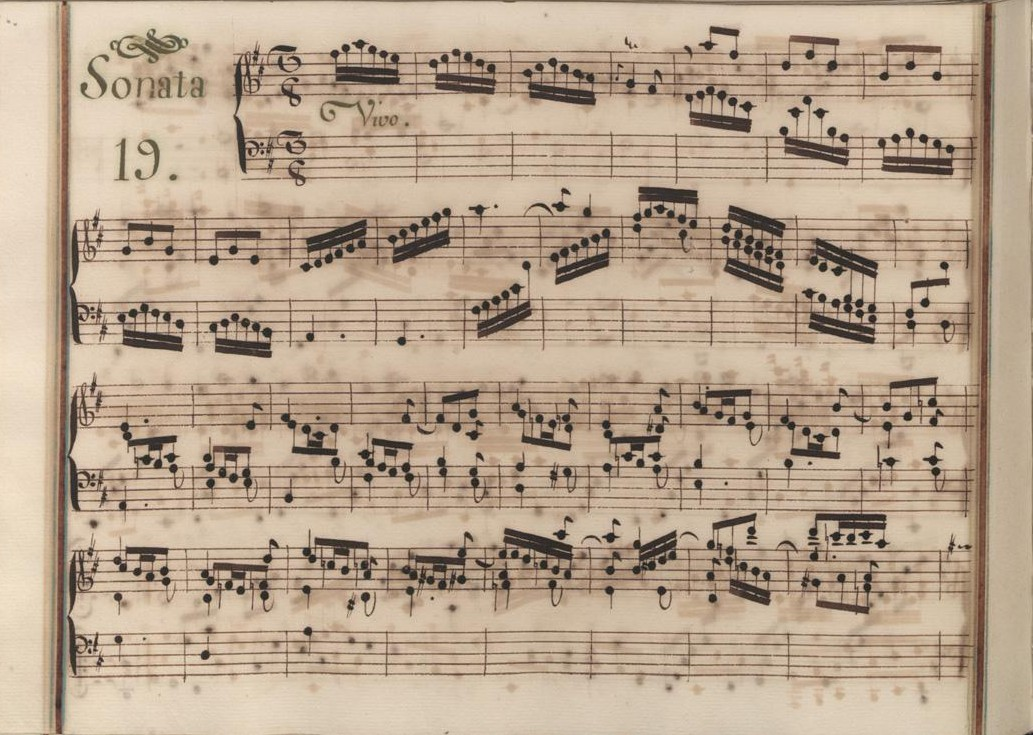
Venise III 19.
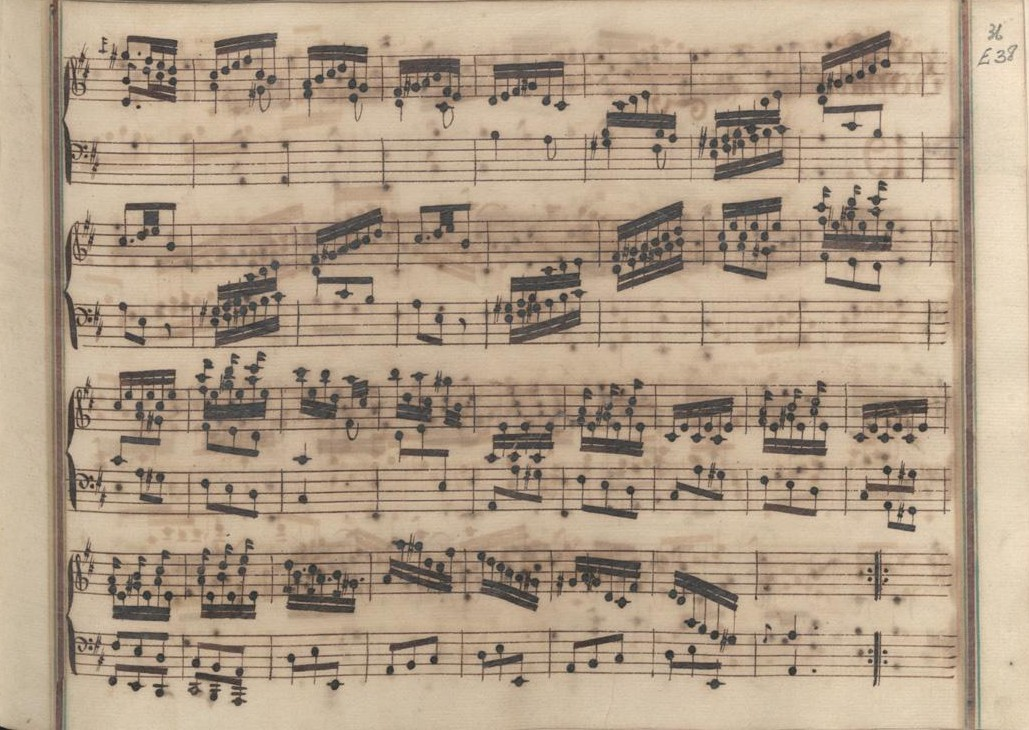
Venise III 19 (fin de la première section).
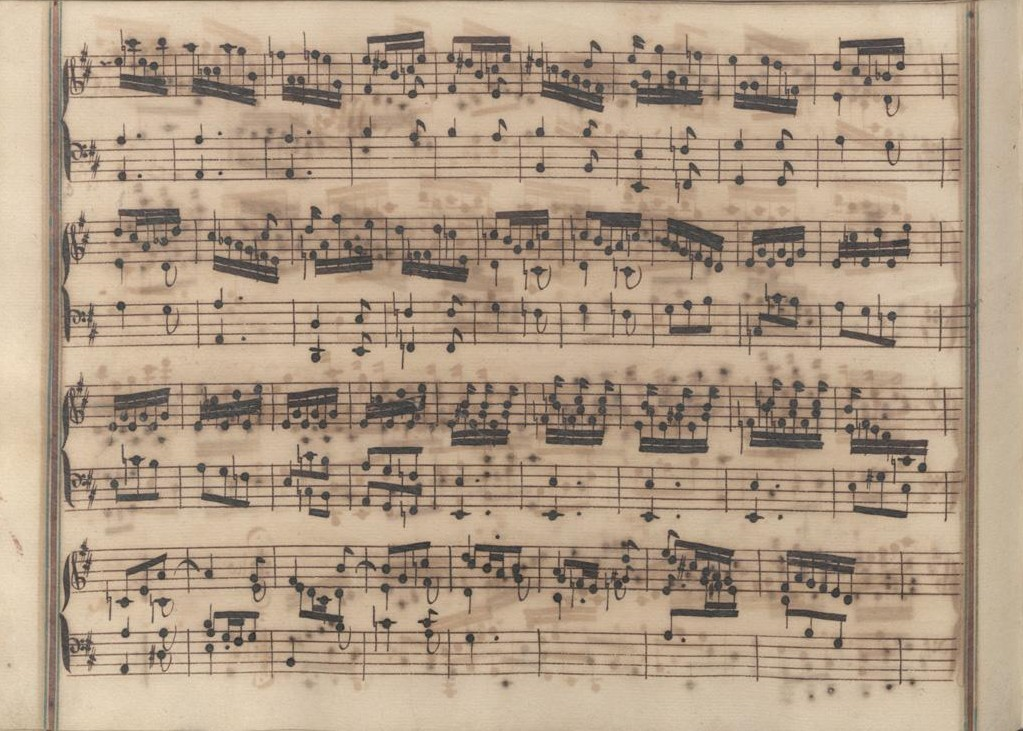
Venise III 19 (début de la seconde section).
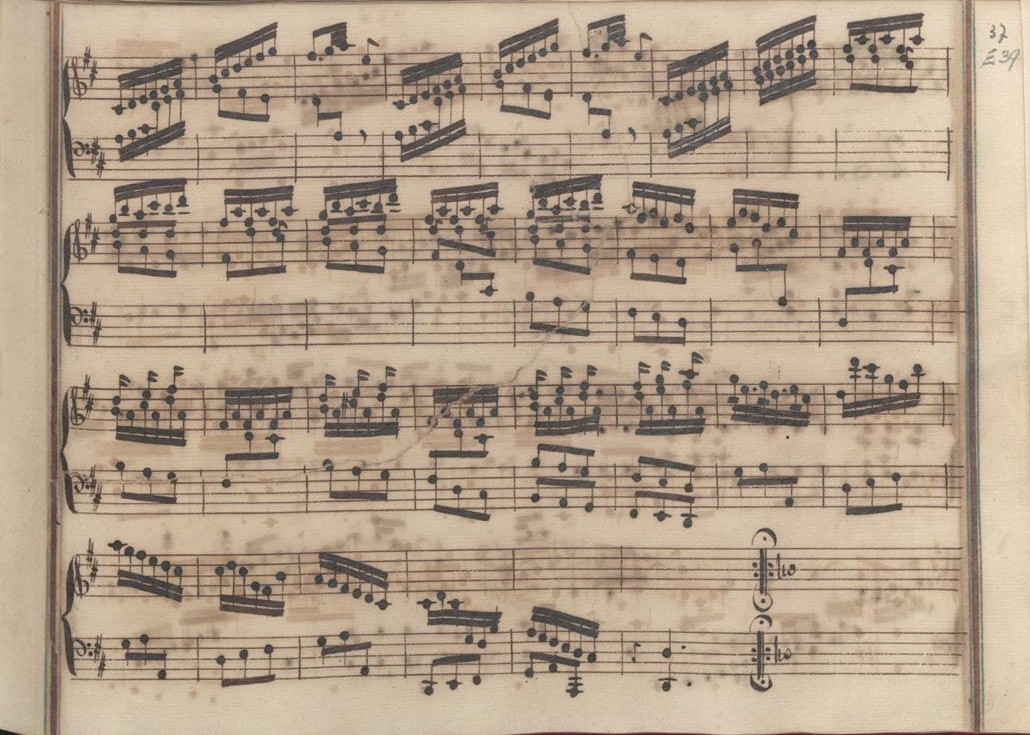
Venise III 19 (fin de la sonate).

## Interprètes
La sonate K. 224 est défendue au piano, notamment par Gottlieb Wallisch (2007, Naxos, vol. 11), Carlo Grante (2009, Music & Arts, vol. 2) ; au clavecin, elle est jouée par Edward Parmentier (1985, Wildboar), Scott Ross (1985, Erato), Richard Lester (2001, Nimbus, vol. 2) et Pieter-Jan Belder (Brilliant Classics, vol. 5).

## Sources
: document utilisé comme source pour la rédaction de cet article.
- Ralph Kirkpatrick (trad. de l'anglais par Dennis Collins), Domenico Scarlatti, Paris, Lattès, coll. « Musique et Musiciens », 1982 (1re éd. 1953 (en)), 493 p. (ISBN 978-2-7096-0118-4, OCLC 954954205, BNF 34689181).
- Alain de Chambure, « Domenico Scarlatti, Intégrale des sonates — Scott Ross », Erato/Éditions Costallat (2564-62092-2 (livret : 2292-45309-2)), 1985 (OCLC 891183737) .
- (en) W. Dean Sutcliffe, The Keyboard Sonatas of Domenico Scarlatti and Eighteenth-Century Musical Style, Cambridge / New York, Cambridge University Press, 2008, xi-400 (ISBN 978-0-521-07122-2, OCLC 1005658462, BNF 42017486, présentation en ligne).
- (en) Carlo Grante, « Domenico Scarlatti, intégrale des sonates pour clavier (vol. 2) », Music & Arts (CD-1291), 2009 (OCLC 840087257) .
- (es) Celestino Yáñez Navarro (thèse), Nuevas aportaciones para el estudio de las sonatas de Domenico Scarlatti. Los manuscritos del Archivo de Música de las Catedrales de Zaragoza, Université autonome de Barcelone, 2016 (lire en ligne)